# Taux d'inflation optimal
Le taux d'inflation optimal est un taux d'inflation hypothétique qui doit assurer à un système économique une augmentation saine de son niveau des prix. Le niveau du taux d'inflation optimal, et son existence, ont fait l'objet de débats théoriques et empiriques importants.

## Concept
Le concept de taux d'inflation optimal est débattu par des économistes, académiques comme institutionnels. Les banques centrales se questionnent sur l'existence d'un tel taux car leur mandat exige souvent qu'elles assurent un taux d'inflation qui corresponde aux besoins de leur économie.

## Propositions

### Taux d'inflation inférieur à 0%
Le monétariste Milton Friedman, dans un papier de 1969. Il considère que la banque centrale doit maintenir son taux d'intérêt nominal à 0, car un taux d'intérêt positif provoque une distorsion de l'économie. L'inflation devrait ainsi être négative. 

### Taux d'inflation à 0%
L'école de la nouvelle économie keynésienne a longtemps considéré le taux d'inflation optimal comme 0 %. Cela se base sur deux arguments. Le premier est celui des coûts des menus ; le deuxième est celui de la mauvaise allocation des ressources. En effet, si l'inflation est autre que zéro, les entreprises doivent modifier leurs prix, mais comme cela est difficile et lent du fait des rigidités nominales, cela n'est pas possible dans l'immédiat et crée une dispersion des prix, et donc une mauvaise allocation des ressources.
En plus de cela, l'inflation a un effet redistributif adverse. L'inflation affecte les couches sociales de manière différenciée ; il s'agit d'une taxe sur les pauvres, qui subissent l'augmentation de l'inflation de plein fouet dans leur consommation quotidienne.

### Taux d'inflation à 2%
La Banque centrale européenne a estimé un taux d'inflation optimal pour la zone euro à 2 % lors de sa revue stratégique de 2021. Ce taux d'inflation a plusieurs qualités, comme le fait d'être assez faible pour éviter une modification fréquente des prix par les agents de l'offre (coût des menus). Il évite aussi une volatilité de l'inflation. De plus, cette cible d'inflation assure une marge de sécurité contre le risque de déflation.
Une cible d'inflation élevée permet de donner une marge de manœuvre aux banques centrales. Elles ne peuvent, en effet, faire baisser leurs taux directeurs en-dessous du taux plancher zéro ; or, si la cible d'inflation est de 2 % ou 3 %, la banque centrale dispose d'une plus grande marge pour faire baisser les taux directeurs.

### Taux d'inflation à 3% ou plus
Certains économistes, comme Xavier Ragot, soutiennent qu'un niveau d'inflation aux alentours de 3 % est nécessaire sur le long terme pour huiler le système économique et atteindre un niveau optimal d'investissement. Il obtient ce résultat à partir d'un modèle à générations imbriquées. Ce modèle montre en effet que les banques centrales doivent faire baisser le taux d'intérêt réel, en présence de contraintes de crédit, pour stimuler la croissance ; or, pour faire baisser ce taux, elles peuvent jouer sur l'inflation. Cet effet est également remarqué par Weil (1991), Weiss (1980) et Summers (1981).
Olivier Blanchard (2010) se montre en faveur d'un objectif d'inflation de 4 %, ce qui laisserait une marge importante de baisse des taux en cas de récession grave, et réduirait le risque de trappe à liquidité.